# 常木建男
常木 建男（つねき たつお、 1931年5月26日 - 1986年7月30日）は、元ニッポン放送アナウンサー。早稲田大学法学部卒業。「健夫」は誤り
 。

## 来歴・人物
ニッポン放送に開局と同時に入社。1967年にスタートした看板番組「オールナイトニッポン」の初代パーソナリティとして一躍有名になった。この他、『日立ミュージック・イン・ハイフォニック』のパーソナリティなども担当。
1978年に赤塚不二夫と全日本満足問題研究会が発表したレコード『ライヴ・イン・ハトヤ』（ビクターSJX-20052）では、TBSアナウンサーの林美雄と共にライブショーの司会者、中継アナウンサーとして出演。
後年にはアナウンサー職の傍ら、後進の指導にも当たっていた。入社間もない頃に常木の指導を受けたという塚越孝によれば、『よく飲みに連れて行ってくれたり、厳しいが後輩の面倒見が良い、優しいところもあった』という。また、『“肌寒い”を“はだざむい”と言ったら「その言葉は汚いから“はださむい”と言いなさい」と直された』ということもあったという。『基礎を大切に』が口癖だったということだったということである。
その後、ニッポン放送制作部長、ニッポン放送プロジェクト会社取締役を歴任。
1986年7月30日、交通事故による脳挫傷により死去。享年55。

## 担当番組
- 常木建男のオールナイトニッポン（金曜 1967年10月 - 1968年9月）
- 日立ミュージック・イン・ハイフォニック